# 范夢齡
范夢齡（？—？），蘇州吳縣（今江蘇省蘇州市）人，吳越節度判官，後被北宋追封為徐國公。

## 生平
范夢齡祖先原為邠州（今陝西省彬州市）人，唐朝宰相范履冰為其先祖，但因戰亂不能回鄉，後跟隨其父唐朝咸通其間任處州麗水縣丞之范隋移居蘇州吳縣。有一子為范贊時，九歲中神童科舉，任吳越秘書監。其孫范墉跟隨吳越忠懿王錢俶歸入北宋，官至武寧軍節度使。另有其一曾孫為知名的范仲淹。
現在蘇州天平山有一「三太師祠」，為范仲淹祖先的歸葬之地，並豎立有范夢齡、范贊時及范墉的雕像。